# مورچه‌پیتای جلوچشم‌سفید
مورچه‌پیتای جلوچشم‌سفید یا مورچه‌پیتای شکم‌گندمی (نام علمی: Myrmothera fulviventris) گونه‌ای از پرندگان خانواده مورچه‌پیتایان (Grallariidae) است که در کلمبیا، اکوادور و پرو یافت می‌شود. زیستگاه‌های طبیعی آن جنگل‌های جلگه‌ای نمناک نیمه‌گرمسیری یا گرمسیری و جنگل‌های پیشین به شدت دگرگون‌شده است.